# Třetí italská válka za nezávislost
Třetí italská válka za nezávislost se vedla mezi Italským královstvím a Rakouským císařstvím v severní Itálii mezi 20. červnem a 12. srpnem 1866 jako vedlejší konflikt prusko-rakouské války. I když Italové v této válce nedokázali Rakušany vojensky ohrozit, stali se díky spojenectví s Prusy vítěznou stranou a získali území Benátek.
Italové do války vstoupili jako spojenci Pruského království – pruský kancléř Otto von Bismarck Itálii za účast v protirakouské koalici nabídl Benátsko. Smlouva, jíž asistoval francouzský císař Napoleon III., byla podepsána 8. dubna 1866. Úkolem Italů, jejichž armádu vedl Alfonso Ferrero La Marmora, bylo zaútočit na Rakousko z jihu a zároveň mělo italské loďstvo napadnout z moře Dalmácii.

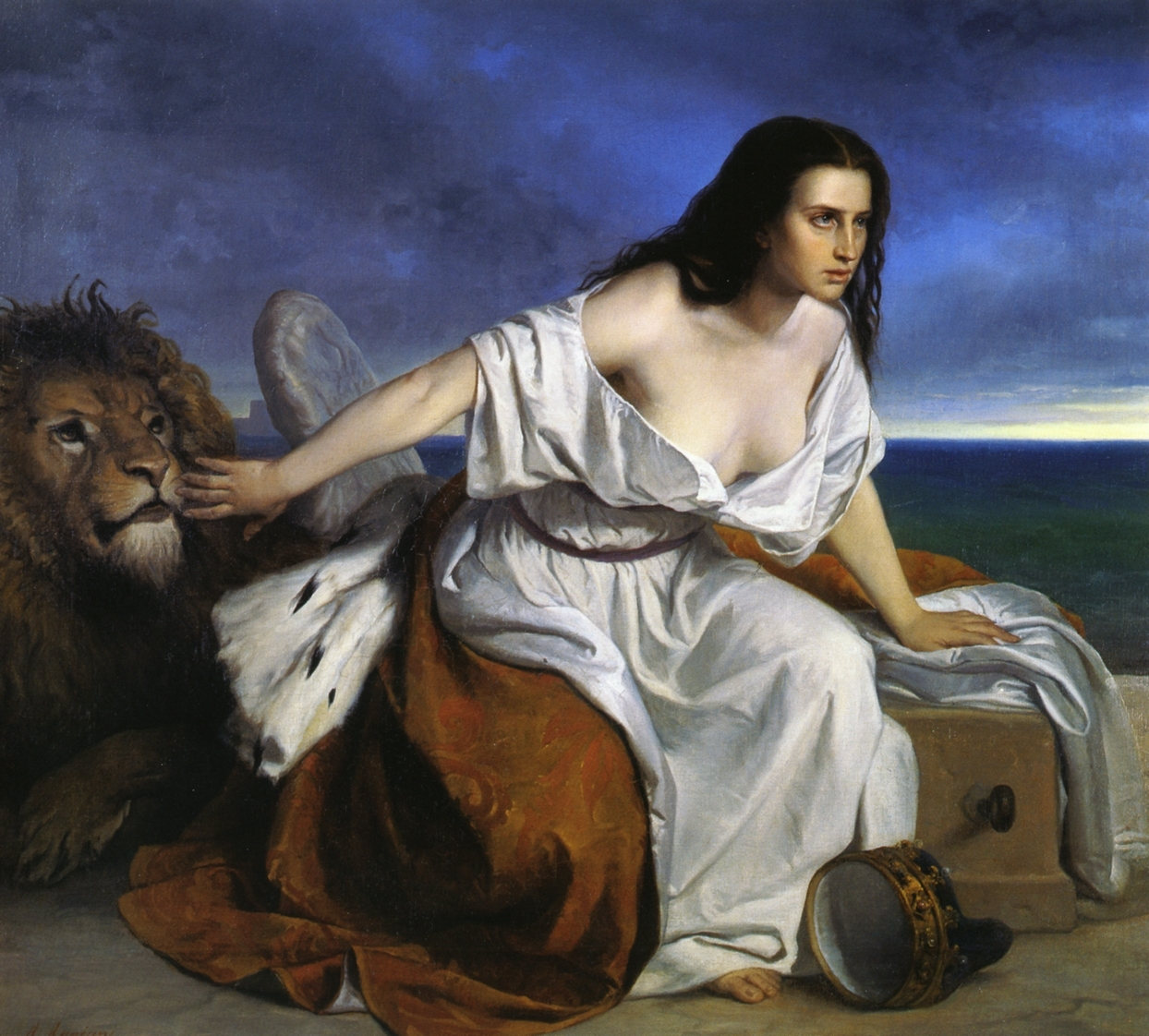
Alegorie od Appianiho: Benátky se touží připojit k Itálii (Benátky symbolizuje lev, Itálii dívka)

Prusko válku zahájilo 16. června vstupem do Saska. Italové vyhlásili Rakousku válku o několik dní později, ráno 23. června překročili hraniční řeku Mincio a postupovali směrem k Veroně. Velitel početně slabší rakouské Jižní armády, arcivévoda Albrecht spolu se svým náčelníkem štábu generálem von John rozhodli, že neustoupí, nýbrž na postupujícího nepřítele zaútočí. O den později, 24. června, tedy v kopcovité krajině nedaleko Gardského jezera došlo k bitvě, která vešla ve známost jako bitva u Custozy. (Byla to už druhá bitva toho jména, bitva u Custozy v roce 1848 skončila vítězstvím maršála Radeckého nad sardinským králem.) Italská armáda vedená králem Viktorem Emanuelem II. a generálem La Marmorou byla poražena. Arcivévoda však ustupující italskou armádu prozíravě nepronásledoval. Jednak jeho jednotky utrpěly velké ztráty a cíle zastrašit Italy a ukázat jim svou sílu bylo dosaženo, a jednak se armáda brzy měla začít přesouvat na sever, kde útočili mnohem nebezpečnější Prusové.
Italové se pokusili zlepšit svou pozici na očekávaných mírových jednáních alespoň útokem na válčišti, kde byly jejich šance na úspěch mnohem větší – na moři. Výsledkem byla bitva o ostrov Vis (Lissa) svedená 18. až 20. července. Italská flotila doprovázená armádními invazními jednotkami se při ní pokusila obsadit strategicky významný ostrov Vis, neuspěla však a 20. července 1866 na místo dorazila rakouská flotila kontradmirála Tegetthoffa. Následovala druhá největší námořní bitva 19. století (po bitvě u Trafalgaru) a první větší bitva pancéřovaných parolodí. Slabší Rakušané díky neortodoxní Tegetthoffově taktice a neschopnosti italského admirála Persana nečekaně zvítězili. Italové ztratili dvě moderní obrněné parolodi i pracně budovanou pověst námořní mocnosti a jejich námořnictvo se už po zbytek války nezmohlo na žádnou větší akci.
Příměří bylo na jižním bojišti podepsáno 12. srpna 1866 v Cormóns a vzápětí začalo Rakousko vyklízet Benátsko, které se mělo stát součástí Italského království. Formálně bylo předáno Francii, a ta je pak postoupila Itálii.